# 페르요한 악셀손
안데르스 페르요한 악셀손(스웨덴어: Anders Per-Johan Axelsson, 1975년 2월 26일 ~ )은 스웨덴의 은퇴한 아이스하키 선수이다. 현역 시절 포지션은 레프트윙으로 하키알스벤스칸의 프뢸룬다 HC에서 선수 생활을 시작하였다. 이후 1997년부터 2009년까지 내셔널 하키 리그(NHL)의 보스턴 브루인스에서 뛰었으며, 2009년에 퇴단할 당시 보스턴 브루인스에서 가장 오랜 기간 동안 뛴 선수가 되었다.
스웨덴 국가대표팀의 일원으로 활동하여 올림픽에서 금메달 1개, 세계 선수권 대회에서 은메달 2개, 동메달 2개를 획득했다.